# Бомбашки напад на југословенску трговинску и туристичку агенцију
Бомбашки напад на југословенску трговинску и туристичку агенцију у Сиднеју догодио се 16. септембра 1972. године, при чему је повређено 16 људи.  Починиоци напада су наводно били хрватски сепаратисти.

## Историја
Дана 16. септембра 1972. детониране су две бомбе у југословенским туристичким агенцијама које се налазе у унутрашњости Сиднеја. Првом бомбом је повређено 16 особа, од којих су две тешко повређене; друга бомба није никога повредила. Бомбашки напади су наводно били повезани са погубљењима Хрвата са аустралијским пасошима у Југославији. Полиција Новог Јужног Велса је касније извршила рацију у неколико хрватских кућа у Сиднеју.